# Seyed Morteza Jafari
Seyed Morteza Jafari (* 15. August 1992) ist ein iranischer Grasskiläufer. Er startet seit 2007 im Weltcup und fuhr bisher in drei Weltcuprennen unter die schnellsten zehn. Bei Juniorenweltmeisterschaften gewann er insgesamt zwei Silber- und drei Bronzemedaillen.

## Karriere
Seyed Morteza Jafari nahm im Juli 2007 im iranischen Skiort Dizin an seinen ersten beiden Weltcuprennen teil. Dabei erzielte er als jeweils Vorletzter den 20. Platz im Super-G und Rang 18 im Riesenslalom, womit er im Gesamtweltcup der Saison 2007 den 65. Platz belegte. Ein Jahr später nahm er an der Juniorenweltmeisterschaft 2008 im schweizerischen Rieden teil. Dort erzielte er Platzierungen im hinteren Mittelfeld und erreichte als bestes Resultat den 19. Platz in der Super-Kombination. Kurz darauf nahm er auch wieder an den Weltcuprennen in Dizin teil, wo er 18. im Super-G wurde aber im Riesenslalom ausfiel, was schließlich den 66. Platz im Gesamtweltcup bedeutete. In der Saison 2009 startete er neben den zwei Weltcuprennen auch bei drei FIS-Rennen in Dizin. Während er in den FIS-Rennen, an denen fast nur Iraner teilnahmen, zweimal Zwölfter wurde, erzielte er in den Weltcuprennen Platz 23 im Riesenslalom und Rang 25 im Super-G, womit er 50. im Gesamtweltcup wurde. Auch in der Saison 2010 nahm er zunächst an den FIS- und Weltcuprennen in Dizin teil. In diesem Jahr fuhr er in allen fünf FIS-Rennen unter die besten zehn und erreichte im Weltcup-Riesenslalom den 13. Platz. Bei der zeitgleich ebenfalls in Dizin stattfindenden Juniorenweltmeisterschaft 2010 gewann er die Bronzemedaille in der Super-Kombination, wurde Fünfter im Slalom und Siebenter im Super-G. Nur im Riesenslalom wurde er disqualifiziert. Im September 2010 nahm Seyed Morteza Jafari beim Finale in Italien auch erstmals an Weltcuprennen außerhalb des Irans teil. Hierbei gelangen ihm mit Platz 15 im Super-G sowie Rang 20 im Riesenslalom zwei Platzierungen im Mittelfeld; in den beiden Slaloms blieb er jedoch ohne Ergebnis. Im Gesamtweltcup konnte er sich auf Platz 25 verbessern.
In der Saison 2011 nahm Jafari zunächst an den FIS-Rennen in Dizin und Wilhelmsburg teil, bei denen er mehrere Podestplätze erzielte. Bei der Juniorenweltmeisterschaft 2011 in Goldingen gewann er zwei Bronzemedaillen im Riesenslalom und im Super-G. Im Slalom und damit auch in der Kombination fiel er jedoch aus. Er nahm auch an der zusammen mit der Junioren-WM ausgetragenen Weltmeisterschaft der Allgemeinen Klasse teil und erreichte neben zwei Ausfällen im Riesenslalom und in der Super-Kombination den achten Platz im Super-G. Nachdem er 2011 an keinen Weltcuprennen teilgenommen hatte, startete er in der Saison 2012 auch wieder im Weltcup. Er ging bei den Weltcuprennen in Dizin und beim Finale in Rettenbach an den Start und erreichte dabei seine ersten Top-10-Platzierungen. Bestes Resultat war der fünfte Platz im Riesenslalom von Dizin. Bei FIS-Rennen in Dizin erreichte er zudem mehrere Podestplätze, womit er im Gesamtweltcup den zwölften Platz belegte – nur einen Punkt hinter dem besten Iraner Hossein Kalhor. Er nahm auch erfolgreich an der Juniorenweltmeisterschaft 2012 in Burbach teil, bei der er zwei Silbermedaillen im Riesenslalom und in der Super-Kombination sowie die Bronzemedaille im Super-G gewann. Im Slalom wurde er jedoch nach einem Torfehler im zweiten Durchgang disqualifiziert.

## Erfolge

### Weltmeisterschaften
- Goldingen 2011: 8. Super-G

### Juniorenweltmeisterschaften
- Rieden 2008: 19. Super-Kombination, 25. Riesenslalom, 28. Super-G
- Dizin 2010: 3. Super-Kombination, 5. Slalom, 7. Super-G
- Goldingen 2011: 3. Riesenslalom, 3. Super-G
- Burbach 2012: 2. Riesenslalom, 2. Super-Kombination, 3. Super-G

### Weltcup
- 3 Platzierungen unter den besten zehn